# Учен
Изследовател пренасочва насам.  За пътешествениците вижте Пътешественик изследовател.
Учен е специалист, експерт в дадена научна област с принос в нея. Учените са интелектуалци, високо образовани и се занимават с научна – преподавателска (във висшето образование) и/или изследователска дейност.
В древността не може да се говори за учени в съвременния смисъл на думата, тогава съществуват само философи. Науката се отделя по-късно от философията. Едва през 1833 г. е създадено съвременното значение на думата[поясни] от Уилям Хюъл – теолог, историк и философ.
В България учените обикновено преподават във висши учебни заведения и извършват научни изследвания, след което публикуват резултатите от тези изследвания в научни издания. Те получават такъв статут след спечелване на съответен конкурс и придобиване на научно звание или научна степен. Дори да не упражняват изследователската си дейност в научни организации или висши учебни заведения, те може да са членове на Съюза на учените в България, тъй като отговарят на критериите на този съюз. До 1989 г. в България е официално възприето понятието научен работник.